# Жульєн Дарюї
Жульєн Дарюї (фр. Julien Darui, 16 лютого 1916, Оберкорн — 13 грудня 1987, Діжон) — французький футболіст, що грав на позиції воротаря. По завершенні ігрової кар'єри — футбольний тренер. У 1999 році він був обраний кращий французьким воротарем століття за версією L'Equipe.

## Клубна кар'єра
У дорослому футболі дебютував 1935 року виступами за команду «Шарлевіль», в якій провів два сезони у Дивізіоні 2, взявши участь у 47 матчах чемпіонату. 
Своєю грою за цю команду привернув увагу представників тренерського штабу «Лілля», до складу якого приєднався 1937 року. Відіграв за команду з Лілля наступні три сезони своєї ігрової кар'єри і у 1939 році став фіналістом кубка Франції.

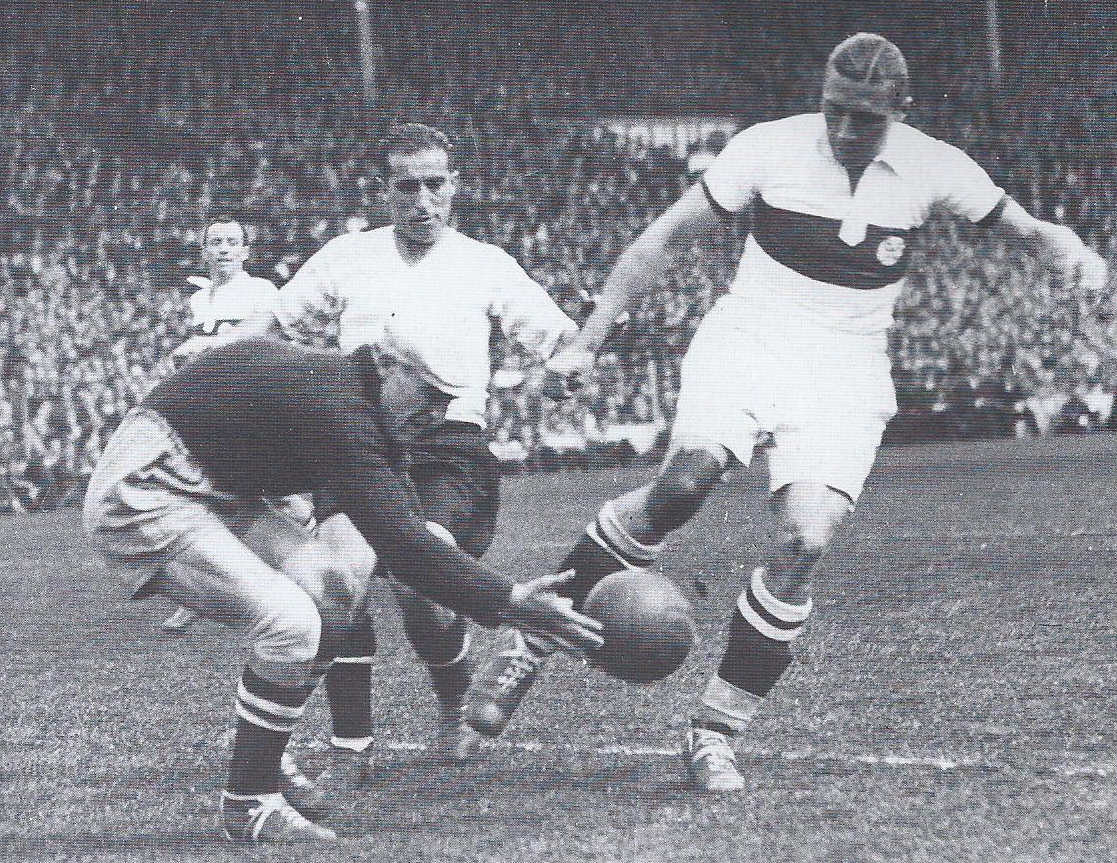
Жульєн Дарюї (ліворуч) у фіналі Кубка Франції 1939 року.

У 1940 році Жульєн перейшов в «Ред Стар», з яким у 1942 році виграв Кубок Франції, після чого повернувся в «Олімпік Лілль», на основі якого Режим Віші незабаром створив команду «Лілль-Фландр», а після падіння влади клуб об'єднався з командою «Фів» у клуб «Лілль», де і продовжив грати Дарюї.
Влітку 1945 року уклав контракт з клубом «Рубе-Туркуен», у складі якого провів наступні вісім років своєї кар'єри гравця. Більшість часу, проведеного у складі «Рубе-Туркуена», був основним голкіпером команди. За цей час виборов титул чемпіона Франції, а з 1949 року був граючим тренером.
Завершив професійну ігрову кар'єру у клубі «Монпельє», в якому протягом сезону 1953/54 років також працював граючим тренером.

## Виступи за збірну
1939 року дебютував в офіційних матчах у складі національної збірної Франції. Протягом кар'єри у національній команді, яка тривала 13 років, провів у формі головної команди країни лише 25 матчів, пропустивши 1 гол.
У складі збірної був учасником домашнього чемпіонату світу 1938 року, на якому французи дійшли до чвертьфіналу.

## Кар'єра тренера
Після роботи граючим тренером з «Рубе-Туркуеном» і «Монпельє», 1954 року Дарюї повноцінно очолив «Ліон», де пропрацював один сезон.
Останнім місцем тренерської роботи Дарюї був клуб «Діжон», головним тренером команди якого Жульєн був до 1960 року.

## Смерть
Помер 13 грудня 1987 року на 72-му році життя.

## Титули і досягнення
- Чемпіон Франції (1):

«Рубе-Туркуен»:  1946-47
- Володар Кубка Франції (1):

«Ред Стар»:  1941-42